# Lobo-marinho-do-norte
O lobo-marinho-do-norte ou urso-do-mar (Callorhinus ursinus) é um otariídeo encontrado ao longo do norte do oceano Pacífico, no mar de Bering e no mar de Okhotsk. É o maior dos lobos-marinhos (subfamília Arctocephalinae) e é a única espécie viva do gênero Callorhinus. Uma única espécie fóssil, Callorhinus gilmorei, é conhecida do período Plioceno, no Japão e no oeste da América do Norte.

## Descrição
Os lobos-marinhos-do-norte têm um extremo dimorfismo sexual, sendo os machos 30-40% maiores e 4,5 vezes mais pesados do que fêmeas adultas. A cabeça é achatada em ambos os sexos por causa do focinho muito curto, encurvado e  pequeno, que se estende um pouco além da boca nas fêmeas e moderadamente em machos. A pelagem é espessa e luxuriante, com um pelo denso que tem uma cor cremosa. O pelo denso é obscurecido pelos pelos mais longos, embora seja parcialmente visíveis quando os animais estão molhados. A frente e nadadeiras são únicos e característicos na espécie. A pele está ausente na parte superior das nadadeiras anteriores e existe uma "linha limpa" e brusca através do pulso, nas extremidades da pele. As nadadeiras são proporcionalmente mais longas do que em qualquer otariídeo devido as extensões cartilagíneas extremamente longas em todos os dedos. Há pequenas garras no segundo e no quarto dedo, bem para trás, a partir do final aba de cada dedo. As orelhas são longas e bem visíveis, a pele é nua e escura em animais mais velhos. As vibrissas (bigodes) são longas e se estendem regularmente além das orelhas. Os adultos têm todas as vibrissas brancas, juvenis e subadultos têm uma mistura de vibrissas brancas e pretas, incluindo alguns que têm bases escuras e pontas brancas e os filhotes e animais de um ano tem  vibrissas pretas. Os olhos são proporcionalmente grandes e visíveis, especialmente no sexo feminino, subadultos e em juvenis.
Os machos adultos tem um corpo atarracado  e musculosos pescoços (espessos e largos). Uma juba grossa, pêlos mais longos se estendem desde a parte inferior do pescoço até os ombros, cobrindo a nuca, pescoço, peito e parte superior das costas. Enquanto as cabeças de machos adultos são grandes e robustas para o seu tamanho total. Os machos adultos têm testas abruptas formadas pela elevação da coroa de desenvolvimento da crista sagital (atrás do cranio), e pele mais espessa, com juba, no topo de suas cabeças.
Os dentes caninos são longos e tem um diâmetro maior em adultos do sexo masculino do que os encontrados em fêmeas adultas, e esta relação é de um menor grau em indivíduos de todas as idades.
As fêmeas adultas, subadultos e juvenis, tem um corpo moderado. Distinguir os sexos é difícil até os cinco anos de idade. O corpo é modesto em tamanho e no pescoço, peito e ombros são dimensionados em proporção com o dorso. As fêmeas adultas e subadultos têm coloração mais complexa e variável do que os machos adultos. Eles são da cor carvão e cinza-prata-escuro. Os flancos, peitos, lados e parte de baixo do pescoço são creme com tons enferrujados. Há  cor creme variável áreas de cor ferrugem nas laterais e parte superior do focinho, queixo, e como uma "pincelada" corre para trás, sob o olho. Em contraste, os machos adultos são cinza médio e preto, ou avermelhados ao marrom escuro completo. Seus corpos pode ter quantidades variáveis de tingimento cinza-prata ou amarelada nos pêlos. Os filhotes são enegrecidos no nascimento, com áreas variáveis de ovais lustre nas laterais, na área axilar e no queixo e laterais do focinho. Depois de três a quatro meses, os filhotes muda para a cor de fêmeas adultas e dos subadultos.
Os machos podem são grandes com cerca de 2.1 m e 270 kg. As fêmeas podem ter até 1,5 m e 50 kg ou mais. Os recém-nascidos pesam 5,4–6 kg, e tem 60–65 cm de comprimento.
Os dentes são haplodontes, ou seja afiados, cônicos e principalmente com uma única raiz, como é comum com mamíferos marinhos carnívoros adaptados a rasgar a carne de peixes. Tal como acontece com a maioria dos carnívoros, os caninos superiores são proeminentes.

## Dieta e predação
Otarídeos são oportunistas, alimentando-se principalmente de peixes pelágicos e de lulas, dependendo da disponibilidade do local. Dentre suas presas, estão peixes como a pescada, arenque, peixe lanterna, capelim, badejo e cavala. O comportamento alimentar é essencialmente solitário. Lobos-marinhos-do-norte são predados principalmente por grandes tubarões e orcas. Ocasionalmente, animais muito jovens são devorados por leões-marinhos-de-steller. Predação ocasional de filhotes por raposas-do-ártico também tem sido observado. Devido a grande quantidade de filhotes em colônias reprodutivas, e a idade precoce em que as mães começam suas viagens de forrageamento, indo ao mar para se alimentar, a mortalidade pode ser relativamente alta. Consequentemente, carcaças de filhotes são importantes para enriquecer a dieta de muitos carniceiros, em especial gaivotas e raposas árticas.

## Comportamento reprodutivo
Lobos-marinhos do norte geralmente agregam-se em colonias reprodutivas no mês de maio. Geralmente, os machos mais velhos (10 anos ou mais) são primeiros a chegar e competem por pontos privilegiados nas colônias. Eles permanecerão na colonia, em jejum durante toda a duração da estação de monta, defendendo ferozmente seu território e as fêmeas que estão nele.  As fêmeas chegam um pouco mais tarde. Como todos os outros otariídeos, lobos-marinhos-do-norte são polígamos, com alguns machos reprodutores acasalando com até 50 fêmeas em uma única estação de monta. Ao contrário do leão-marinho-de-steller, com quem partilham o mesmo habitat e alguns locais de reprodução, lobos-marinhos-do-norte são possessivos com as fêmeas individuais em seu harém, muitas vezes competindo agressivamente com machos vizinhos pelas fêmeas. As mortes de fêmeas como conseqüência desses conflitos têm sido gravados, embora os próprios machos raramente são gravemente feridos.  Machos jovens incapazes de adquirir e manter um território e um harém tipicamente agregam-se em haréns vizinhos ocasionalmente fazendo incursões nas seções reprodutivas da colônia, numa tentativa de deslocar um macho mais velho.
Depois de permanecer com seus filhotes nos primeiros oito a dez dias de sua vida, as fêmeas começam as viagens de forrageamento, que duram até uma semana. A maioria dos animais em uma colônia de entram na água e se dispersam para o final de novembro, tipicamente migrando para o sul. A fidelidade ao local de reprodução é geralmente elevada nas fêmeas, apesar de jovens do sexo masculino pode se dispersar para outras colônias existentes, ou, ocasionalmente, encontrar novos haréns. A gestação de uma fêmea dura aproximadamente um ano, de modo que os filhotes nascidos em um determinado verão são o produto do ciclo de reprodução do ano anterior.

## Estado
Recentemente, a preocupação com o estado das populações de lobos-marinhos-do-norte tem aumentado, especialmente nas ilhas Pribilof, onde a produção de filhotes diminuiu cerca de 50% desde 1970, com uma queda contínua de cerca de 6-7% ao ano. Isso fez com que eles sejam listados como "vulneráveis" na Lei de Espécies Ameaçadas de Extinção dos EUA, e levou a um programa de pesquisa que intensificou-se para a sua ecologia comportamental e forrageamento. As possíveis causas são o aumento da predação por orcas, a concorrência com a pesca e os efeitos das mudanças climáticas, mas não há, até o momento, consenso científico. A IUCN (2008) lista a espécie como globalmente ameaçada, na categoria "vulnerável" (VU).